# Joseph Ber Soloveitchik
Joseph Ber Soloveitchik (geboren am 27. Februar 1903 in Pruschany, Weißrussland, Russisches Kaiserreich; gestorben am 9. April 1993 in Boston, USA) (Hebräisch: יוסף דב הלוי סולובייצ'יק), genannt „The Rav“, war ein orthodoxer Rabbiner, Talmud-Gelehrter und moderner jüdischer Philosoph.

## Leben
Joseph Ber Soloveitchik war der Sohn eines rabbinischen Gelehrten, sein Großvater war der Gemeinderabbiner von Brest Chaim Soloveitchik. Er studierte von 1926 bis 1932 in Berlin, wo er mit einer Arbeit über Hermann Cohen promoviert wurde. Einer seiner wichtigsten Lehrer, sowohl in wissenschaftlicher als auch theologischer Hinsicht, war in der Berliner Zeit Eugen Mittwoch, der damals vor allem in Deutschland als Begründer der modernen gegenwartsbezogenen Orientalistik bekannt wurde, aber auch ein namhafter orthodox-jüdischer Rechtsgelehrter und „Rabbi“ im ursprünglichen Wortsinn war. Er wurde von Abraham Kahana Shapiro ordiniert. 1932 emigrierte er in die USA und wurde Rabbiner in Boston. 1941 übernahm er von seinem Vater die Leitung der Talmud-Fakultät der Yeshiva University in New York City. Soloveitchik schrieb eine Großzahl von Büchern und Aufsätzen, er hatte an der Universität viele Schüler.

## Schriften (Auswahl)
- Ish ha-halakha. New York, 1944 (Der halachische Mensch) (hebräisch)
  - Halakhic Man. Philadelphia, 1983